# Les Rita Mitsouko
Les Rita Mitsouko fou un grup de pop-rock francès format l'any 1979 per dos cantautors: Catherine Ringer i Frédéric Chichin. La parella musical, que va ser una de les més populars dels anys vuitanta a França, va obtenir un èxit internacional l'any 1984 amb la cançó Marcia Baila. El duet va acabar amb la mort de Fred Chichin el 2007, tot i així, Ringer va continuar amb una carrera en solitari.

## Biografia
La parella sentimental Catherine Ringer y Frédéric Chichin es van conèixer l’any 1979. El duet originalment es deia "Rita Mitsouko", però el 1985 es va afegir "Les" quan es van adonar que molta gent confonia el nom del grup amb el de la cantant. En quant el nom de "Rita Mitsouko", Rita es refereix al nom de la ballarina d’striptease Rita Renoir. Mitsouko és l'ortografia francesa del nom femení japonès Mitsuko, i també el nom d'un perfum de Guerlain.

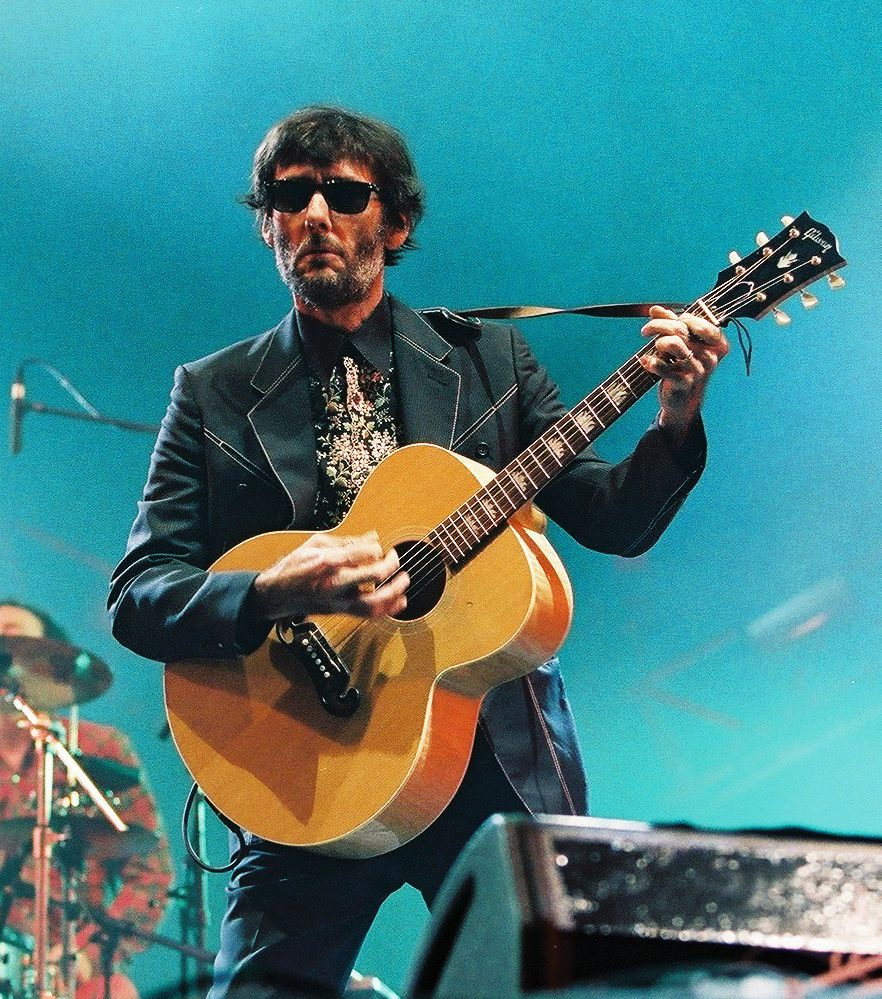
Fred Chichin de Les Rita Mitsouko

A principis dels 80, es van fer conèixer a l’escena alternativa parisenca fent versions de David Bowie o The Velvet Underground, mentre cantaven cançons pròpies. En aquells concerts hi participava la ballarina argentina Marcia Moretto, que moriria anys després de càncer a l’edat de 36 anys i a la qual li van dedicar la seva cançó més emblemàtica: Marcia Baila (1985). El primer àlbum, que així mateix portava el nom del grup, es va situar en el número 2 de les llistes de discos francesos. El director de videoclips Philippe Gautier, va dirigir un vídeo musical de Marcia Baila amb un to vibrant i acolorit que va fer arribar la cançó arreu.
A partir de llavors, van arribar els seus grans èxits amb cançons com Andy, C’est comme ça, Le petit train... Jean-Luc Godard dirigeix la pel·lícula Soigne ta droite (1987) que es desenvolupa al voltant de l’enregistrament de l’àlbum The No Comprendo.
Tant en els discs com a l'escenari, el duet manté una gran originalitat sense prendre's seriosament, explorant diverses tendències musicals (Funk, New Wave, Hip-hop o Jazz). Els seus èxits, sovint amaguen darrere d'una melodia alegre, lletres de temàtica tràgica, com la mateixa cançó Marcia Baïla, o la deportació de jueus als camps de concentració nazi a Le Petit Train.
Al setembre del 2006, enregistren la música de l’espectacle Les Noces de l'Enfant-Roi d'Alfredo Arias, a Versalles. El seu darrer àlbum, Variety, apareix el 23 d'abril de 2007. Una versió en anglès de l'àlbum es va publicar al juliol.
Tot seguit, van començar una gira de festivals europeus que els va portar a Espanya, Alemanya, Suïssa, Bèlgica o Itàlia. Al novembre de 2007, el duet es va veure obligat a cancel·lar part de la seva gira a causa de la salut de Fred Chichin. El 13 de novembre, Catherine Ringer va pujar en solitari a l'escenari de l'Olympia de Paris. La matinada del 28 de novembre de 2007, Frédéric Chichin va morir, als 53 anys, d'un càncer devastador diagnosticat dos mesos abans.
Catherine Ringer reprèn la gira interrompuda a partir del 14 de març de 2008, amb el mateix grup, en els concerts amb l'enunciat: Catherine Ringer chante Les Rita Mitsouko. El 27 de juliol de 2008, Catherine Ringer va fer l'última actuació de la gira Variety a l'escenari de la Métropolis de Montréal, en el marc de les FrancoFolies de Montréal.

## Discografia

### Àlbums
- Rita Mitsouko. (1984) Virgin Records
- The No Comprendo. (1986) Virgin Records
- Marc & Robert. (1988) Virgin Records
- Système D. (1993) Delabel
- Cool Frénésie. (2000) Delabel
- La Femme trombone. (2002) Virgin Records
- Variéty (edició en francès i edició en anglès). (2007) Because Music - Warner Music

### Els videoclips
| Any  | Títol                                 | Realitzador           |
| ---- | ------------------------------------- | --------------------- |
| 1985 | Marcia Baila                          | Philippe Gautier      |
| 1986 | Andy                                  |                       |
| 1987 | C'est comme ça                        | Jean-Baptiste Mondino |
| 1987 | Les Histories d'A                     |                       |
| 1989 | Singing in the Shower                 | Tim Pope              |
| 1989 | Le petit train                        | Jean Achache          |
| 1990 | Hip Kit                               | Hiroyuki Nakano       |
| 1993 | Y'a D'la Haine!                       | Sébastien Chanterel   |
| 1994 | Les amants                            | Jean-Baptiste Mondino |
| 2000 | Cool Frénèsie                         |                       |
| 2002 | Triton                                |                       |
| 2007 | Ding Ding Dong (Ringing at Your Bell) |                       |